# شهرستان باتلر (پنسیلوانیا)
شهرستان باتلر، پنسیلوانیا (به انگلیسی: Butler County, Pennsylvania) شهرستانی در ایالات متحده آمریکا است که در پنسیلوانیا واقع شده‌است.

## خصوصیات
شهرستان باتلر ۲٬۰۵۹٫۰۵ کیلومترمربع مساحت دارد.